# Agua (canción de Tainy y J Balvin)
«Agua» es una canción del productor puertorriqueño Tainy y del cantante colombiano J Balvin. La pista se lanzó el 9 de julio de 2020 por NEON16 e Interscope Records como el sencillo principal de la banda sonora de la película de 2020 The SpongeBob Movie: Sponge on the Run.

## Antecedentes y composición
«Agua» es una pista de reguetón que es el tema principal de SpongeBob SquarePants. Respecto a esta pista, J Balvin expresó que el tema «tiene buen rollo y mucha felicidad, que necesitamos en estos momentos».  A lo largo de la canción, Balvin hace numerosas referencias a los personajes y escenarios de Bob Esponja en la letra, e interpola parte del tema de Bob Esponja en el puente de la pista.

## Vídeo musical
El video musical se estrenó en el canal de YouTube de J Balvin el 15 de julio de 2020. El video alcanzó 35.9 millones de visitas en su primera semana de lanzamiento, y ha acumulado más de 200 millones de visitas hasta agosto de 2020.

## Posicionamiento en listas
| Listas (2020)                           | Mejor posición |
| --------------------------------------- | -------------- |
| Argentina (Argentina Hot 100)           | 3              |
| España (Promusicae)                     | 1              |
| Estados Unidos (Bubbling Under Hot 100) | 5              |
| Estados Unidos (Hot Latin Songs)        | 7              |
| Italia (FIMI)                           | 89             |
| Países Bajos (Single Top 100)           | 98             |
| Perú (Monitor Latino)                   | 1              |
| Suiza (Schweizer Hitparade)             | 80             |

## Certificaciones
| País (organismo certificador) | Certificación | Unidades certificadas |
| ----------------------------- | ------------- | --------------------- |
| España (PROMUSICAE)           | Platino       | 40 000                |